# Histoires de filles
Histoires de filles est une série télévisée humoristique québécoise en 199 épisodes de 25 minutes créée par Louis Saia et Lise Mauffette, diffusée entre le 2 février 1999 et le 25 novembre 2009 sur le réseau TVA, puis rediffusée depuis janvier 2013 sur Prise 2.

## Synopsis
Histoires de filles raconte une belle amitié entre sept amis : Dominique, Marie-Jo, Gerry, Judith, Laurier, Sophie et Roch. Ces amis inséparables adorent rire, chanter, faire la fête et même s'engueuler en groupe et ils n'ont plus aucun secret l'un pour l'autre. Même après 10 ans d'amitié, leur bande est toujours aussi attendrissante.

## Distribution

### Acteurs principaux
- Nathalie Mallette : Dominique Parent
- Marie-Chantal Perron : Marie-Jo Desforges
- Catherine Lachance : Judith Gravel
- Guylaine Tremblay : Patricia Lalande (saison 1 à 3)
- Michel Laperrière : Roch Lafleur
- Mario Jean : Coco Gauthier (saison 1 à 6)
- Roc LaFortune : Mike Painchaud (saison 1 à 3)
- Yves Pelletier : Pascal Dauphin (saison 1 à 3)
- Guy Jodoin : Gerry Lafleur (saison 3 à 10)
- Marie-Lise Pilote : Véronique Perron (saison 3 à 7)
- Pascale Montpetit : Sophie Bérubé (saison 7 à 10)
- Laurent Paquin : Laurier St-Denis (saison 5 à 10)

### Acteurs récurrents
- Benoît Gouin : Jean-Marc Thivierge, ex de Dominique (saison 1 à 3)
- Jacinthe Potvin : Gladisse Lalande, mère de Patricia (saison 1 à 3)
- Hugolin Chevrette : Martin Lalande, fils de Patricia et Pascal (saison 1 à 3)
- Marie-Hélène Racicot : Isabelle (saison 4 à ?)
- Patrick Hivon : Patrick Jolicoeur (saison 4 à ?)

### Invités
- Gaston Caron : M. Gagnon, patient (saison 1, épisode 1)
- Danielle Robert-Roy : Journaliste (saison 1, épisode 1)
- Julie Surprenant : Nathalie Ducharme, amie de Dominique (saison 1, épisode 1)
- Daniel Brière : Manuel (saison 1, épisode 2)
- Suzanne Clément : Claudie, ex de Mike (saison 1, épisode 3)
- Alexis Martin : Augustin Taverniac (saison 1, épisode 3)
- Alain Dumas : Jack (saison 1, épisode 4)
- Joël Marin : Jean-Phillipe (saison 1, épisode 4)
- Richard Fréchette : Antoine Schiffer (saison 1, épisode 4)
- Emmanuel Charest : Sylvain Lamotte «Smotte» (saison 1, épisode 5)
- Yves Bélanger : Laurent (saison 1, épisode 5)
- Pierrette Robitaille : Mado, mère de Pascal (saison 1, épisode 6)
- Pierre Collin : Jean-Marie, père de Pascal (saison 1, épisode 6)
- Mario Diamond : Bernard (saison 1, épisode 6)
- Jean-Nicolas Verreault : Tony Savard (saison 1, épisode 7,20,21)
- Rachel Fontaine : Zazou (saison 1, épisode 7)
- François Chénier : Robin (saison 1, épisode 8)
- Micheline Bernard : Simone Déry (saison 1, épisode 9)
- Martin Matte : un comédien (saison 1, épisode 11)
- Martin Petit : un régisseur (saison 1, épisode 11)
- Pierre Claveau : Un éditeur (saison 1, épisode 11)
- David Savard : Réal (saison 1, épisode 12)
- Marie Michaud : Nicole (saison 1, épisode 12)
- Patrice Coquereau : John (saison 1, épisode 13)
- Muriel Dutil : Madame Breton (saison 1, épisode 14)
- Dominic Phillie : Yvon (saison 1, épisode 15)
- Bruno Landry : Alexandre (saison 1, épisode 15)
- Louis Champagne : Gros Cossette (saison 1, épisode 16)
- Céline Bonnier : Sabine (saison 1, épisode 17)
- Julie Deslauriers : Sandrine (saison 1, épisode 18)
- Mario Saint-Amand : Sylvain (saison 1, épisode 22)
- Éric Lapointe : Lui-même (saison 2, épisode 1)
- Sophie Prégent : Beatrice Paquette
- Nicole Leblanc : Mme Lafleur
- Jessica Barker : Megane
- Guy Jodoin : Denis (saison 1, épisode 5)

## Fiche technique
- Scénaristes : Pascal Blanchet, René Brisebois, François Camirand, Jean Y. Pelletier
- Metteurs en scène : Micheline Bernard et Stéphane Crête
- Réalisateur : Pierre Lord
- Assistante réalisatrice : Lyne Guimond
- Directeur artistique : Jean Gagnon
- Directeur Photo : Normand Forget
- Styliste : Luce Champoux
- Productrice déléguée : Véronique Jacob
- Producteur : Jacques Payette
- Société de production : Zone 3, Match TV

## Personnages
Dominique Parent l'intello. Elle croit souvent que ses opinions sont les meilleures, ce qui parfois est faux, et elle se permet de juger ses amis(es) avec un peu trop de dédain. Elle juge aussi beaucoup les hommes, qu'elle n'hésite pas à critiquer ouvertement. Dominique est parfois « tête enflée » et elle se gonfle de fierté lorsqu'on lui fait un compliment. Malgré les airs supérieurs qu’elle se donne, elle reste une bonne fille au cœur tendre. Elle est écrivaine à succès et animatrice d'une radio qu'aucun de ses amis n'écoute, surtout pas son chum Gerry.
Marie-Jo Desforges la naïve. Elle croit tout ce qu'on lui dit. Elle aime la vie et en profite largement. Marie-Jo est sans contredit le personnage le plus affectueux : elle déteste les bagarres entre ses amis(es) et essaie toujours de les détendre, de les divertir, de les faire rire, même si ça ne marche pas souvent. Elle est aussi la plus sensible et peut se sentir mal lorsqu’on l'insulte. Elle a été mariée avec Coco et a eu 3 enfants avec lui ; ils sont séparés, mais restent en bons termes. Marie-Jo n'a absolument aucun mal à se trouver un chum et ça lui donne confiance en elle. Elle travaille à la clinique de Roch et Laurier en tant que psychologue.
Judith Gravel la rabat-joie. Elle est toujours en train de se plaindre et de vouloir tout pour elle. Judith n'a qu'une chose en tête : l'argent ; elle veut toujours savoir combien ça coûte, et lorsque c'est trop cher, elle exprime sa façon de penser en hurlant. Bien qu’elle soit très sensible, elle ne le laisse absolument pas paraître ; elle essaie souvent d'avoir un chum mais, malheureusement, rien n'y fait. Elle tient un café qui est aussi un endroit de réunion pour la bande.
Sophie Bérubé la hippie. Toujours prête à suivre des idées farfelues, son but dans la vie est d'aider les autres ; elle se sacrifierait pour soulager la faim dans le monde. On la considère comme une bonne amie et une fille généreuse, puisque l'argent ne lui importe pas. Sophie a beaucoup voyagé, surtout en Inde, et elle marraine 273 enfants du tiers monde. Son seul défaut serait son incapacité à garder un secret, et parfois ses amis le lui reprochent. Elle est serveuse au café de Judith et cette dernière la considère comme la meilleure serveuse qu'elle a jamais eue (probablement parce qu'elle n'a jamais demandé d'augmentation de salaire).
Gerry Lafleur le mégalomane. Il a toujours une anecdote farfelue à raconter, une blague ou n'importe quoi qui rende le monde joyeux. Malheureusement pour lui, sa blonde Dominique le manipule et le fait obéir comme un toutou. Même si elle peut se montrer bête, il l'aime comme un fou et l'appelle amoureusement Mini. Il cherche toujours à repousser les limites de l'impossible et sa devise est : « Sky is the limit ». Gerry cherche souvent à se vanter auprès de son frère Roch, il se considère comme un gars qui prend ça relax et qui peut tout faire, ce qui est un peu vrai. Même quand ça tourne mal pour lui, il trouve un moyen de s'en sortir. Gerry se décrit comme un leader, un winner et un bon gars ; c'est pour ça qu'on le considère comme le genre d'ami qu'on veut avoir. Il est vendeur de cellulaire.
Roch Lafleur le sympathique. C'est sur lui qu'on se défoule quand on a le gout de dire une insulte ou de rire de quelqu'un. En même temps cependant, on peut facilement le prendre en pitié. Il est le plus vieux de la bande et il est le contraire de son frère Gerry. Gerry est vigoureux, joyeux et plein de vie alors que Roch est terre-à-terre, ennuyeux et déprimant. Il essaie souvent d'être un peu plus cool, mais ça ne marche malheureusement pas. Ses efforts pour se trouver une blonde sont des échecs totaux, ce qui donne les moments les plus hilarants de la série. Il exagère toujours lorsqu’il tente quelque chose. Tout comme son frère Gerry, Roch se décrit comme un winner et un meneur d'hommes. Cependant, on croit volontiers Gerry, mais pas Roch. Il travaille à la clinique comme médecin.
Laurier St-Denis le yogi. C’est un vrai mystère à 2 pattes. Bien qu'il n'ait jamais vraiment eu de relations amoureuses, on sait qu'il est attiré par les femmes car il demande a Sophie de coucher avec elle. Il aime le tricot, mais pratique aussi la musculation. Avant d'entreprendre une action, il pèse toujours le pour et le contre. Laurier est certainement le personnage le plus calme de la série, il trouve toujours une façon de désamorcer des conflits et ne provoque presque jamais ses amis : sa phrase préférée est : « Je ne dis pas que tu as tort, je ne dis pas que tu as raison. » Si sa vie manque de punch, c'est un bon ami avec qui on aime être. Il est orthodontiste à la clinique.

## Épisodes

### Première saison (1999)
1. Le lancement
2. Le kick de Patricia
3. La tache de graisse
4. Une semaine en enfer
5. Le smotte
6. L'heure de vérité
7. Le défi Tony
8. Le Pygmalion
9. Le carnet noir
10. L'amie toxique
11. Le dilemme moral
12. Le manipulateur
13. La chirurgie plastique
14. Une vie de chien
15. Les fantasmes sexuels
16. Le conventum
17. Sabine
18. Banale attraction
19. Nouvelle thérapie
20. Le spleen de Marie-Jo
21. Le voleur de sacoche
22. Pascal de Montréal

### Deuxième saison (2000)
1. Le baiser fatal
2. Les grandes rénovations
3. À quelle heure le punch ?
4. Le test de grossesse
5. Double Rôle
6. La mauvaise bonne nouvelle
7. La soirée du OK
8. Le régime collectif
9. L'info-pub
10. Oui papa
11. Papa a raison
12. Ma cabane au Canada
13. Le sevrage de Marie-Jo
14. Péril en la demeure
15. Le malade d'amour imaginaire
16. Des amours volages
17. À vos marks!
18. Le grand frère
19. Poker Face
20. Bonne fête Patricia
21. Le nouveau Coco
22. Trente ans plus tard

### Troisième saison (2001)
1. Toute la vérité (partie 1)
2. Toute la vérité (partie 2)
3. Les cochonneries
4. La fille de Roch
5. Caméra vérité
6. La fille de mes rêves
7. Soirée d’enfer
8. To bec or not to bec
9. Veux-tu qu’on en parle ?
10. Coco Vallarta
11. L’objet du crime
12. Le frère de l’autre
13. Les photos
14. Gna gna
15. La cousine de Toronto
16. Les peurs
17. La vocation
18. Ça déménage
19. Coco mégalo
20. L’image parfaite
21. Cher Mike
22. Le Sans Abri

### Quatrième saison (2002)
1. Les peurs (partie 1)
2. Les peurs (partie 2)
3. Think Big
4. Deux autres frères
5. Pour femmes seulement
6. Kiki et Pompon
7. Perdu dans l’espace
8. Le souper de moches
9. Les 4 vérités
10. L’esprit sportif
11. Tu m’aimes-tu
12. Question de look
13. Le prince charmant
14. Madame Coco
15. Fenêtre sur cour
16. L’horloge biologique
17. Avec le temps
18. La Plogue

### Cinquième saison (2003)
1. Ça change pas le monde
2. L’amour arrabiata
3. Déjà vingt ans (partie 1)
4. Déjà vingt ans (partie 2)
5. Couic
6. La grosse tête
7. Lafleur et la peau
8. Prélude aux préliminaires
9. Jeunesse d’aujourd’hui
10. Mauvais poils
11. Le sens caché
12. Le record
13. Vrai ou faux
14. Le plein air
15. Question d’inspiration
16. Le grand jour
17. Il était un foi
18. On est pas sorti du bois
19. Mauvaise communication
20. La Bolle

### Sixième saison (2004)
1. Dominique esta en la carcel
2. Roch qui roule n’amasse pas mousse
3. Je me souviens
4. Crise d’identité
5. Adaptations
6. Les tentations
7. Date d’expropriation (partie 1)
8. Date d’expropriation (partie 2)
9. La maitresse de service
10. Le don
11. 48 heures
12. La main dans le sac
13. Anton’homme
14. Le beigne
15. La vieille et la tortue
16. Le message
17. Les remords
18. La date
19. Le déjeuner

### Septième saison (2005)
1. Garde partagée
2. Les doutes
3. 5000 $
4. 5000 $ La suite
5. Le tube
6. Le costume
7. Une toute petite faveur
8. Le téléphone
9. Étoile pesante
10. La montre
11. Nouvelle administration
12. Le casse-tête
13. Les clefs du bonheur
14. La belle initiative
15. La perle
16. Bloodmania
17. Macho man
18. Sexothérapie
19. Secret professionnel
20. Sage femme

### Huitième saison (2006)
1. Le rêve
2. Titre Inconnu
3. Titre Inconnu
4. Titre Inconnu
5. L'audition
6. Titre Inconnu
7. Interviews
8. Le projet commun
9. Les conserves
10. Vie publique, vie privée
11. Problèmes virtuels
12. Le grand ménage
13. L'héritier
14. Fusion - défusion
15. Les amitiés particulières
16. Une psy qui t'écoute
17. Titre Inconnu
18. Titre Inconnu
19. Les aiguilles
20. Jumelles cosmiques

### Neuvième saison (2007)
1. C'est du sport
2. Les appuie-livres
3. La poche
4. Trop laid pour moi
5. Petite zen
6. Le chien sort du sac!
7. Je me souviens (pas)!
8. Service rendu
9. Ne te promène donc pas tout nu!
10. Ma tante Marie-Jo
11. Le combat des chefs
12. La mouche
13. Laver son linge sale
14. Femme de rêve
15. L'abonné que vous tentez de rejoindre
16. Faire le saut
17. Les retrouvailles de Judith
18. Mauvais souvenirs

### Dixième saison (2008)
1. John Deere
2. Le karma de Sophie
3. Prends garde à moi!
4. Bien mépris qui croyait méprendre
5. Grosses Américaines
6. Tu m'écoutes pas!
7. Le Yarmahandjalailatah
8. Bombe à Bombay
9. Pôle position
10. Le dernier amant romantique
11. Le retour de l'enfant prodigue
12. Passion creton
13. Amitié, affaires: attention danger!
14. Une dent contre Laurier
15. Amitié médiévale
16. Le temps des secrets
17. La recette secrète
18. Histoire de filles (Finale)